# NOB-országkódok listája
A Nemzetközi Olimpiai Bizottság (NOB) hárombetűs országkódokkal látja el a Nemzeti Olimpiai Bizottságokat és más csapatokat, amelyek részt vesznek az olimpiai játékokon. Ezek között több olyan kód van, amely történelmi okok miatt eltér az ISO 3166-1 alpha-3 szabvány kódjaitól.

## Jelenleg használatos országkódok
Tartalomjegyzék:
A B C D E F G H I J K L M N O P Q R S T U V W X Y Z
| Kód | Ország / NOB-kód | Első használat | Megjegyzés |

### A
| AFG | Afganisztán (AFG)        | 1936 | |
| ALB | Albánia (ALB)            | 1972 | |
| ALG | Algéria (ALG)            | 1964 | Régebbi kódok: AGR (1964) AGL (1968 nyári) |
| AND | Andorra (AND)            | 1976 | |
| ANG | Angola (ANG)             | 1980 | |
| ANT | Antigua és Barbuda (ANT) | 1964 | 1960-ban Brit Nyugat-India (BWI) részeként vett részt |
| ASA | Amerikai Szamoa (ASA)    | 1988 | |
| ARG | Argentína (ARG)          | 1920 | |
| ARM | Örményország (ARM)       | 1994 | 1900 és 1912 között Oroszország (RUS), · 1952 és 1988 között a Szovjetunió (URS), · 1992-ben a Független Államok Közössége által indított Egyesített Csapat (EUN) részeként vett részt |
| ARU | Aruba (ARU)              | 1988 | |
| AUS | Ausztrália (AUS)         | 1896 | 1908-ban és 1912-ben Ausztrálázsia (ANZ) néven Új-Zélanddal közös csapatot indított |
| AUT | Ausztria (AUT)           | 1896 | |
| AZE | Azerbajdzsán (AZE)       | 1996 | 1900 és 1912 között Oroszország (RUS), · 1952 és 1988 között a Szovjetunió (URS), · 1992-ben a Független Államok Közössége által indított Egyesített Csapat (EUN) részeként vett részt |

### B
| BAH | Bahama-szigetek (BAH)     | 1952 | |
| BAN | Banglades (BAN)           | 1984 | |
| BAR | Barbados (BAR)            | 1968 | 1960-ban Brit Nyugat-India (BWI) csapatának részeként vett részt |
| BDI | Burundi (BDI)             | 1996 | |
| BEL | Belgium (BEL)             | 1900 | |
| BEN | Benin (BEN)               | 1972 | 1972-ben Dahomey (DAH) néven vett részt |
| BER | Bermuda (BER)             | 1936 | |
| BHU | Bhután (BHU)              | 1984 | |
| BIH | Bosznia-Hercegovina (BIH) | 1992 | 1920 és 1988 között Jugoszlávia (YUG) részeként vett részt · Régebbi kód: · BSH (1992 nyári)                                                                                           |
| BIZ | Belize (BIZ)              | 1968 | 1968 és 1972 között Brit Honduras (HBR) néven vett részt |
| BLR | Fehéroroszország (BLR)    | 1992 | 1900 és 1912 között Oroszország (RUS), · 1952 és 1988 között a Szovjetunió (URS), · 1992-ben a Független Államok Közössége által indított Egyesített Csapat (EUN) részeként vett részt |
| BOL | Bolívia (BOL)             | 1936 | |
| BOT | Botswana (BOT)            | 1980 | |
| BRA | Brazília (BRA)            | 1920 | |
| BRN | Bahrein (BRN)             | 1984 | |
| BRU | Brunei (BRU)              | 1988 | |
| BUL | Bulgária (BUL)            | 1896 | |
| BUR | Burkina Faso (BUR)        | 1972 | 1972-ben Felső-Volta (VOL) néven vett részt |

### C
| CAF | Közép-afrikai Köztársaság (CAF) | 1968 | Régebbi kód: AFC (1968) |
| CAM | Kambodzsa (CAM)                 | 1956 | Régebbi kódok: CAB (1964) KHM (1972–1976)                                                                                       |
| CAN | Kanada (CAN)                    | 1900 | |
| CAY | Kajmán-szigetek (CAY)           | 1976 | 1960-ban Brit Nyugat-India (BWI) csapatának részeként vett részt                                                                |
| CGO | Kongói Köztársaság (CGO)        | 1964 | |
| CHA | Csád (CHA)                      | 1964 | Régebbi kódok: CHD (1964) TCH (1968)                                                                                            |
| CHI | Chile (CHI)                     | 1896 | Régebbi kód: CIL (1956 téli, 1960 nyári)                                                                                        |
| CHN | Kína (CHN) ·                    | 1932 | |
| CIV | Elefántcsontpart (CIV)          | 1964 | Régebbi kódok: IVC (1964) CML (1968)                                                                                            |
| CMR | Kamerun (CMR)                   | 1964 | |
| COD | Kongó-Kinshasa (COD)            | 1968 | 1984 és 1996 között Kongó-Kinshasa (ZAI) néven vett részt · Régebbi kódok: · COK (1968), ZAI (1984–1996)                        |
| COK | Cook-szigetek (COK)             | 1988 | |
| COL | Kolumbia (COL)                  | 1932 | |
| COM | Comore-szigetek (COM)           | 1996 | |
| CPV | Zöld-foki Köztársaság (CPV)     | 1996 | |
| CRC | Costa Rica (CRC)                | 1936 | Régebbi kódok: COS (1964) CTC (1984 téli)                                                                                       |
| CRO | Horvátország (CRO)              | 1992 | 1896 és 1912 között Magyarország (HUN), · 1920 és 1988 között Jugoszlávia (YUG) részeként vett részt                            |
| CUB | Kuba (CUB)                      | 1900 | |
| CYP | Ciprus (CYP)                    | 1980 | |
| CZE | Csehország (CZE)                | 1994 | 1900 és 1912 között Cseh Királyság (BOH) néven külön csapatként, · 1920 és 1992 között Csehszlovákia (TCH) részeként vett részt |

### D
| DEN | Dánia (DEN)                 | 1896 | Régebbi kódok: DAN (1960 nyári, 1968 téli) DIN (1968 nyári) |
| DJI | Dzsibuti (DJI)              | 1984 |                                                             |
| DMA | Dominikai Közösség (DMA)    | 1996 | 1960-ban Brit Nyugat-India (BWI) részeként                  |
| DOM | Dominikai Köztársaság (DOM) | 1964 |                                                             |

### E
| ECU | Ecuador (ECU)       | 1924 | |
| EGY | Egyiptom (EGY)      | 1912 | 1960 és 1968 között Egyesült Arab Köztársaság (RAU) néven vett részt · Régebbi kódok: · RAU (1960, 1968) · UAR (1964) |
| ERI | Eritrea (ERI)       | 2000 | |
| ESA | Salvador (ESA)      | 1968 | Régebbi kód: SAL (1964–1976)                                                                                          |
| ESP | Spanyolország (ESP) | 1900 | Régebbi kód: SPA (1956–1964, 1968 téli)                                                                               |
| EST | Észtország (EST)    | 1920 | 1900 és 1912 között Oroszország (RUS), · 1952 és 1988 között a Szovjetunió (URS) részeként vett részt                 |
| ETH | Etiópia (ETH)       | 1956 | Régebbi kód: ETI (1960, 1968)                                                                                         |

### F
| FIJ | Fidzsi-szigetek (FIJ)   | 1956 | Régebbi kód: FIG (1960) |
| FIN | Finnország (FIN)        | 1908 |                         |
| FLK | Falkland-szigetek (FLK) | –    |                         |
| FRA | Franciaország (FRA)     | 1896 |                         |
| FSM | Mikronézia (FSM)        | 2000 |                         |

### G
| GAB | Gabon (GAB)               | 1972 | |
| GAM | Gambia (GAM)              | 1984 | |
| GBR | Nagy-Britannia (GBR)      | 1896 | 1896 és 1920 között Nagy-Britannia és Írország, 1924-től Nagy-Britannia és Észak-Írország néven vesz részt Régebbi kódok: GRB (1956 téli, 1960), GBI (1964) |
| GBS | Bissau-Guinea (GBS)       | 1996 | |
| GEO | Grúzia (GEO)              | 1994 | 1900 és 1912 között Oroszország (RUS), · 1952 és 1988 között a Szovjetunió (URS), · 1992-ben a Független Államok Közössége által indított Egyesített Csapat (EUN) részeként vett részt                                                                                  |
| GEQ | Egyenlítői-Guinea (GEQ)   | 1984 | |
| GER | Németország (GER)         | 1896 | 1956-tól 1964-ig a két német állam Egyesült Német Csapat (EUA) néven közös csapattal, · 1952-ben és 1968-tól 1988-ig különálló csapatokkal – NSZK (FRG) és NDK (GDR) – vett részt Régebbi kódok: · ALL (1968 téli), · ALE (1968 nyári), · FRG, valamint GDR (1980–1988) |
| GHA | Ghána (GHA)               | 1952 | |
| GIB | Gibraltár (GIB)           | –    | |
| GRE | Görögország (GRE)         | 1896 | |
| GRN | Grenada (GRN)             | 1984 | 1960-ban Brit Nyugat-India (BWI) részeként vett részt |
| GUA | Guatemala (GUA)           | 1952 | Régebbi kód: GUT (1964) |
| GUE | Guernsey Bailiffség (GUE) | –    | |
| GUI | Guinea (GUI)              | 1968 | |
| GUM | Guam (GUM)                | 1988 | |
| GUY | Brit Guyana (GUY)         | 1948 | Régebbi kódok: GUA (1960), GUI (1964) |

### H
| HAI | Haiti (HAI)        | 1924 |                                                                                                   |
| HKG | Hongkong (HKG)     | 1952 | 2000-től Kína (CHN) részeként, de különálló csapattal vesz részt · Régebbi kód: · HOK (1960–1968) |
| HON | Honduras (HON)     | 1968 |                                                                                                   |
| HUN | Magyarország (HUN) | 1896 | Régebbi kód: UNG (1956 téli, 1960 nyári)                                                          |

### I
| INA | Indonézia (INA)                | 1952 | Régebbi kód: INS (1960)                                                              |
| IND | India (IND)                    | 1900 |                                                                                      |
| IOM | Man sziget (IOM)               | –    |                                                                                      |
| IRI | Irán (IRI)                     | 1948 | Régebbi kódok: IRN (1976–1988), IRA (1968 téli)                                      |
| IRL | Írország (IRL)                 | 1924 | 1896 és 1920 között Nagy-Britannia és Írország (GBR) csapatának részeként vett részt |
| IRQ | Irak (IRQ)                     | 1948 | Régebbi kód: IRK (1960, 1968)                                                        |
| ISL | Izland (ISL)                   | 1908 | Régebbi kód: ICE (1960 téli, 1964 nyári)                                             |
| ISR | Izrael (ISR)                   | 1952 |                                                                                      |
| ISV | Amerikai Virgin-szigetek (ISV) | 1968 |                                                                                      |
| ITA | Olaszország (ITA)              | 1948 |                                                                                      |
| IVB | Brit Virgin-szigetek (IVB)     | 1984 | 1960-ban Brit Nyugat-India (BWI) részeként vett részt                                |

### J
| JAM | Jamaica (JAM)           | 1948 | 1960-ban Brit Nyugat-India (BWI) részeként vett részt       |
| JER | Jersey Bailiffség (JER) | –    |                                                             |
| JOR | Jordánia (JOR)          | 1968 |                                                             |
| JPN | Japán (JPN)             | 1912 | Régebbi kódok: GIA (1956 téli, 1960 nyári), JAP (1960 téli) |

### K
| KAZ | Kazahsztán (KAZ)   | 1994 | 1900 és 1912 között Oroszország (RUS), · 1952 és 1988 között a Szovjetunió (URS), · 1992-ben a Független Államok Közössége által indított Egyesített Csapat (EUN) részeként vett részt |
| KEN | Kenya (KEN)        | 1956 | |
| KGZ | Kirgizisztán (KGZ) | 1994 | 1900 és 1912 között Oroszország (RUS), · 1952 és 1988 között a Szovjetunió (URS), · 1992-ben a Független Államok Közössége által indított Egyesített Csapat (EUN) részeként vett részt |
| KIR | Kiribati (KIR)     | 2004 | |
| KOR | Dél-Korea (KOR)    | 1948 | Régebbi kód: COR (1956 téli, 1960 nyári, 1968 nyári, 1972 nyári) |
| KOS | Koszovó (KOS)      | 2014 | |
| KSA | Szaúd-Arábia (KSA) | 1972 | Régebbi kódok: ARS (1968–1976), SAU (1984) |
| KUW | Kuvait (KUW)       | 1968 | |

### L
| LAO | Laosz (LAO)         | 1980 | |
| LAT | Lettország (LAT)    | 1924 | 1900 és 1912 között Oroszország (RUS), · 1952 és 1988 között a Szovjetunió (URS), · 1992-ben a Független Államok Közössége által indított Egyesített Csapat (EUN) részeként vett részt                                  |
| LBA | Líbia (LBA)         | 1964 | Régebbi kódok: LYA (1964), LBY (1968 téli) |
| LBR | Libéria (LBR)       | 1956 | |
| LCA | Saint Lucia (LCA)   | 1996 | 1960-ban Brit Nyugat-India (BWI) csapatának részeként vett részt |
| LES | Lesotho (LES)       | 1972 | |
| LIB | Libanon (LIB)       | 1948 | Régebbi kód: LEB (1960 téli, 1964 nyári) |
| LIE | Liechtenstein (LIE) | 1936 | Régebbi kód: LIC (1956 téli, 1964 nyári, 1968 téli) |
| LTU | Litvánia (LTU)      | 1924 | 1900 és 1912 között Oroszország (RUS), · 1952 és 1988 között a Szovjetunió (URS), · 1992-ben a Független Államok Közössége által indított Egyesített Csapat (EUN) részeként vett részt · Régebbi kód: · LIT (1992 téli) |
| LUX | Luxemburg (LUX)     | 1908 | |

### M
| MAD | Madagaszkár (MAD)       | 1964 | Régebbi kód: MAG (1964) |
| MAR | Marokkó (MAR)           | 1960 | Régebbi kód: MRC (1964) |
| MAS | Malajzia (MAS)          | 1956 | Régebbi kód: MAL (1964–1988) |
| MAW | Malawi (MAW)            | 1972 | |
| MDA | Moldova (MDA)           | 1994 | 1900 és 1912 között Oroszország (RUS), · 1924 és 1936 között Románia (ROU), · 1952 és 1988 között a Szovjetunió (URS), · 1992-ben a Független Államok Közössége által indított Egyesített Csapat (EUN) részeként vett részt · Régebbi kód: · MLD (1994)                 |
| MDV | Maldív-szigetek (MDV)   | 1988 | |
| MEX | Mexikó (MEX)            | 1924 | |
| MGL | Mongólia (MGL)          | 1964 | Régebbi kód: MON (1968 téli) |
| MHL | Marshall-szigetek (MHL) | 2008 | |
| MKD | Macedónia (MKD)         | 1996 | 1920 és 1988 között Jugoszlávia (YUG) részeként vett részt, · 1992-ben sportolói a Független résztvevők (IOP) csapatában szerepeltek. |
| MLI | Mali (MLI)              | 1964 | |
| MLT | Málta (MLT)             | 1928 | Régebbi kód: MAT (1960–1964) |
| MNE | Montenegró (MNE)        | 2008 | 1920 és 1988 között Jugoszlávia (YUG) részeként vett részt, · 1992-ben sportolói a Független résztvevők (IOP) csapatában szerepeltek, · 1996 és 2002 között (Kis-)Jugoszlávia részeként ( YUG), · 2004-ben és 2006-ban Szerbia és Montenegró (SCG) részeként vett részt |
| MON | Monaco (MON)            | 1920 | |
| MOZ | Mozambik (MOZ)          | 1980 | |
| MRI | Mauritius (MRI)         | 1984 | |
| MTN | Mauritánia (MTN)        | 1984 | |
| MTS | Montserrat (MTS)        | –    | 1960-ban Brit Nyugat-India (BWI) csapatának részeként vett részt |
| MYA | Mianmar (MYA)           | 1948 | 1948 és 1988 között Burma (BIR) néven vett részt · Régebbi kód: · Régebbi kódok: · BIR (1960, 1968–1988), BUR (1964) |

### N
| NAM | Namíbia (NAM)          | 1992 | |
| NCA | Nicaragua (NCA)        | 1968 | Régebbi kódok: NCG (1964), NIC (1968)                                                                |
| NED | Hollandia (NED)        | 1900 | Régebbi kódok: OLA (1956 téli), NET (1960 téli), PBA (1960 nyári), NLD (1964 nyári), HOL (1968–1988) |
| NEP | Nepál (NEP)            | 1964 | |
| NFK | Norfolk-szigetek (NFK) | –    | |
| NGR | Nigéria (NGR)          | 1952 | Régebbi kód: NGA (1964)                                                                              |
| NIG | Niger (NIG)            | 1968 | Régebbi kód: NGR (1964)                                                                              |
| NIU | Niue (NIU)             | –    | |
| NOR | Norvégia (NOR)         | 1900 | |
| NRU | Nauru (NRU)            | 1996 | |
| NZL | Új-Zéland (NZL)        | 1920 | 1908-ban és 1912-ben Ausztrálázsia (ANZ) részeként · Régebbi kód: · NZE (1960, 1968 téli)            |

### O
| OMA | Omán (OMA) | 1984 |  |

### P
| PAK | Pakisztán (PAK)       | 1948 |                                                        |
| PAN | Panama (PAN)          | 1928 |                                                        |
| PAR | Paraguay (PAR)        | 1964 |                                                        |
| PER | Peru (PER)            | 1936 |                                                        |
| PHI | Fülöp-szigetek (PHI)  | 1924 | Régebbi kód: FIL (1960, 1968)                          |
| PLE | Palesztina (PLE)      | 1996 |                                                        |
| PLW | Palau (PLW)           | 2000 |                                                        |
| PNG | Pápua Új-Guinea (PNG) | 1976 | Régebbi kódok: NGY (1976), NGU (1984–1988)             |
| POL | Lengyelország (POL)   | 1924 |                                                        |
| POR | Portugália (POR)      | 1912 |                                                        |
| PRK | Észak-Korea (PRK)     | 1972 | Régebbi kódok: NKO (1964 nyári, 1968 téli), CDN (1968) |
| PUR | Puerto Rico (PUR)     | 1948 | Régebbi kódok: PRI (1960), PRO (1968)                  |

### Q
| QAT | Katar (QAT) | 1984 |  |

### R
| ROU | Románia (ROU)          | 1900 | Régebbi kódok: ROM (1956–1960, 1972–2006), RUM (1964–1968)                                                                                    |
| RSA | Dél-afrikai Unió (RSA) | 1904 | Régebbi kód: SAF (1960–1972) |
| RUS | Oroszország (RUS)      | 1900 | 1952 és 1988 között a Szovjetunió (URS), · 1992-ben a Független Államok Közössége által indított Egyesített Csapat (EUN) részeként vett részt |
| RWA | Ruanda (RWA)           | 1984 | |

### S
| SAM | Szamoa (SAM)               | 1984 | 1984 és 1996 között Nyugat-Szamoa néven |
| SEN | Szenegál (SEN)             | 1964 | Régebbi kód: SGL (1964) |
| SRB | Szerbia (SRB)              | 1912 | 1920 és 1988 között Jugoszlávia (YUG) részeként vett részt, · 1992-ben sportolói a Független résztvevők (IOP) csapatban szerepeltek, · 1996 és 2002 között (Kis-)Jugoszlávia részeként ( YUG), · 2004-ben és 2006-ban Szerbia és Montenegró (SCG) részeként vett részt, · 2008-tól ismét önálló csapattal indul |
| SEY | Seychelle-szigetek (SEY)   | 1980 | |
| SGP | Szingapúr (SIN)            | 1948 | |
| SKN | Saint Kitts és Nevis (SKN) | 1996 | 1960-ban Brit Nyugat-India (BWI) csapatának részeként vett részt |
| SLE | Sierra Leone (SLE)         | 1968 | Régebbi kód: SLA (1968) |
| SLO | Szlovénia (SLO)            | 1992 | 1920 és 1988 között Jugoszlávia (YUG) részeként vett részt |
| SMR | San Marino (SMR)           | 1960 | Régebbi kód: SMA (1960–1964) |
| SOL | Salamon-szigetek (SOL)     | 1984 | |
| SOM | Szomália (SOM)             | 1972 | |
| SRI | Srí Lanka (SRI)            | 1948 | Régebbi kód: CEY (1960–1972) |
| SSD | Dél-Szudán (SSD)           | 2015 | |
| STP | São Tomé és Príncipe (STP) | 1996 | |
| SUD | Szudán (SUD)               | 1960 | |
| SUI | Svájc (SUI)                | 1900 | Régebbi kódok: SVI (1956 téli, 1960 nyári), SWI (1960 téli, 1964 nyári) |
| SUR | Suriname (SUR)             | 1968 | |
| SVK | Szlovákia (SVK)            | 1994 | 1920 és 1992 között Csehszlovákia (TCH) részeként vett részt |
| SWE | Svédország (SWE)           | 1896 | Régebbi kódok: SVE (1956 téli, 1960 nyári), SUE (1968 nyári) |
| SWZ | Szváziföld (SWZ)           | 1900 | |
| SYR | Szíria (SYR)               | 1948 | Régebbi kódok: RAU (1960), SIR (1968) |

### T
| TAN | Tanzánia (TAN)                  | 1964 | |
| TCI | Turks- és Caicos-szigetek (TCI) | –    | 1960-ban Brit Nyugat-India (BWI) csapatának részeként vett részt |
| TGA | Tonga (TGA)                     | 1984 | Régebbi kód: TON (1984) |
| THA | Thaiföld (THA)                  | 1952 | Régebbi kód: TAI (1960, 1968) |
| TJK | Tádzsikisztán (TJK)             | 1996 | 1900 és 1912 között Oroszország (RUS), · 1952 és 1988 között a Szovjetunió (URS), · 1992-ben a Független Államok Közössége által indított Egyesített Csapat (EUN) részeként vett részt |
| TKM | Türkmenisztán (TKM)             | 1996 | 1900 és 1912 között Oroszország (RUS), · 1952 és 1988 között a Szovjetunió (URS), · 1992-ben a Független Államok Közössége által indított Egyesített Csapat (EUN) részeként vett részt |
| TLS | Kelet-Timor (TLS)               | 2004 | 2000-ben sportolói Független résztvevők (IOA) vettek részt |
| TOG | Togo (TOG)                      | 1972 | |
| TPE | Tajvan (TPE)                    | 1984 | 1932 és 56 között Kína (CHN) részeként, Régebbi kódok: RCF (1960), TWN (1964–1968), ROC (1972–1976), TPE (1984 óta)                                                                    |
| TTO | Trinidad és Tobago (TTO)        | 1948 | Brit Nyugat-India (BWI) részeként vett részt · Régebbi kód: · TRT (1964–1968), TRI (?–?),                                                                                              |
| TUN | Tunézia (TUN)                   | 1960 | |
| TUR | Törökország (TUR)               | 1908 | |
| TUV | Tuvalu (TUV)                    | 2008 | |

### U
| UAE | Egyesült Arab Emírségek (UAE) | 1984 | |
| UGA | Uganda (UGA)                  | 1956 | |
| UKR | Ukrajna (UKR)                 | 1994 | 1900 és 1912 között Oroszország (RUS), · 1952 és 1988 között a Szovjetunió (URS), · 1992-ben a Független Államok Közössége által indított Egyesített Csapat (EUN) részeként vett részt |
| URU | Uruguay (URU)                 | 1924 | Régebbi kód: URG (1968) |
| USA | Egyesült Államok (USA)        | 1896 | Régebbi kódok: SUA (1960 nyári), EUA (1968 nyári) |
| UZB | Üzbegisztán (UZB)             | 1994 | 1900 és 1912 között Oroszország (RUS), · 1952 és 1988 között a Szovjetunió (URS), · 1992-ben a Független Államok Közössége által indított Egyesített Csapat (EUN) részeként vett részt |

### V
| VAN | Vanuatu (VAN)                               | 1988 |                                                       |
| VEN | Venezuela (VEN)                             | 1948 |                                                       |
| VIE | Vietnám (VIE)                               | 1952 | Régebbi kódok: VET (1964), VNM (1968–1976)            |
| VIN | Saint Vincent és a Grenadine-szigetek (VIN) | 1988 | 1960-ban Brit Nyugat-India (BWI) részeként vett részt |

### Y
| YEM | Jemen (YEM) | 1992 |  |

### Z
| ZAM | Zambia (ZAM)   | 1968 | 1964-ben Észak-Rodézia (RHN) néven vett részt Régebbi kód: NRH (1964)                                             |
| ZIM | Zimbabwe (ZIM) | 1980 | (1928–1964) Rodézia (RHO) részeként, 1964-ben Dél-Rodézia (RHS) néven vett részt · Régebbi kód: · RHO (1928–1964) |

## Használatból kivont kódok
| Kód | Ország (NOB-kód)                | Használat | Használat | Megjegyzés |
| Kód | Ország (NOB-kód)                | –tól      | –ig       | Megjegyzés |
| AHO | Holland Antillák (AHO)          | 1960      | 2008      | Régebbi kódok: ATO (1960) NAN (1964) A Holland-Antillák 2010-ben felbomlott. Az utódállamok még nem hoztak létre különálló olimpiai bizottságokat.                                                    |
| ANZ | Ausztrálázsia (ANZ)             | 1908      | 1912      | két olimpián Ausztrália (AUS) és Új-Zéland (NZL) közös csapattal vett részt |
| BIR | Burma (BIR)                     | 1948      | 1988      | jelenlegi neve és kódja: Mianmar (MYA) |
| BOH | Cseh Királyság (BOH)            | 1900      | 1912      | jelenlegi neve és kódja: Csehország (CZE) |
| BOR | Észak-Borneó (NBO)              | 1956      | 1956      | |
| BWI | Brit Nyugat-India (BWI)         | 1960      | 1960      | |
| DAH | Dahomey (DAH)                   | 1976      | 1976      | jelenlegi neve és kódja: Benin (BEN) |
| FRG | NSZK (FRG)                      | 1968      | 1988      | 1896-tól 1936-ig, majd 1992-től Németország (GER) részeként, 1952-ben különállóan Németország néven, 1956 és 1964 között a Német Demokratikus Köztársasággal közös csapattal EUA kód alatt vett részt |
| GDR | NDK (GDR)                       | 1968      | 1988      | 1896-tól 1936-ig, majd 1992-től Németország (GER) részeként, 1956 és 1964 között a Német Szövetségi Köztársasággal közös csapattal EUA kód alatt vett részt                                           |
| HBR | Brit Honduras (HBR)             | 1968      | 1972      | jelenlegi neve és kódja: Belize (BIZ) |
| IHO | Holland India (IHO)             | 1952      | 1952      | jelenlegi neve és kódja: Indonézia (INA) |
| MAL | Malajzia (MAS)                  | 1976      | 1992      | jelenlegi kódja: MAS |
| NRH | Észak-Rodézia (NRH)             | 1964      | 1964      | jelenlegi neve és kódja: Zambia (ZAM) |
| RAU | Egyesült Arab Köztársaság (RAU) | 1960      | 1968      | jelenlegi neve és kódja: Egyiptom (EGY) |
| RHO | Rodézia (RHO)                   | 1928      | 1960      | |
| RHS | Dél-Rhodézia                    | 1964      | 1964      | jelenlegi neve és kódja: Zimbabwe (ZIM) |
| ROC | Kínai Köztársaság (ROC)         | 1968      | 1976      | jelenlegi neve és kódja: Tajvan (TPE) |
| SAA | Saar-vidék (SAA)                | 1952      | 1952      | |
| SCG | Szerbia és Montenegró (SCG)     | 2004      | 2006      | |
| TAI | Tajvan (TPE)                    | 1960      | 1964      | jelenlegi kódja: TPE |
| TCH | Csehszlovákia (TCH)             | 1920      | 1992      | |
| URS | Szovjetunió (URS)               | 1952      | 1988      | |
| VOL | Felső-Volta (VOL)               | 1972      | 1984      | jelenlegi neve és kódja: Burkina Faso (BUR) |
| YAR | Észak-Jemen (YAR)               | 1984      | 1988      | |
| YMD | Dél-Jemen (YMD)                 | 1988      | 1988      | |
| YUG | Jugoszlávia (YUG)               | 1920      | 2002      | |
| ZAI | Kongó-Kinshasa (ZAI)            | 1984      | 1996      | jelenlegi neve és kódja: Kongói Demokratikus Köztársaság (COD) |

## Ideiglenes kódok
| Kód | NOB rendeltetés            | Használat | Használat | Megjegyzés |
| Kód | NOB rendeltetés            | -tól      | -ig       | Megjegyzés |
| --- | -------------------------- | --------- | --------- | --- |
| EUA | Egyesült Német Csapat      | 1956      | 1964      | 1968 és 1990 között Kelet-Németország és Nyugat-Németország minden nemzetközi versenyen külön csapatot állított ki. |
| EUN | Egyesített Csapat          | 1992      | 1992      | 12 volt szovjet tagköztársaság közös csapattal indult a Szovjetunió felbomlása utáni évben. |
| IOA | Egyéni olimpiai versenyzők | 2000      | 2000      | Kelet-Timor egyéni sportolói a 2000. évi nyári olimpiai játékokon az olimpiai zászló alatt indultak a versenyen az ideiglenes ENSZ-adminisztráció idején. Ezt a kódot hasonló helyzetben ismét lehet használni.                                      |
| IOP | Független résztvevők       | 1992      | 1992      | Az akkor már csak Szerbia és Montenegró által alkotott Jugoszlávia egyéni sportolói az olimpiai zászló alatt indultak az 1990. évi olimpiai játékokon, amikor országukat embargóval büntették. Ezt a kódot hasonló helyzetben ismét lehet használni. |
| ZZX | Nemzetközi Csapat          | 1896      | 1904      | Visszamenőleg használva vegyes összetételű csapatokra. A nemzeti olimpiai bizottságok létrejötte óta okafogyott. |